# 1908년
1908년은 수요일로 시작하는 윤년이다.

## 연호
- 대한제국(大韓帝國) 융희(隆熙) 2년
- 청(淸) 광서(光緖) 34년
- 일본(日本) 메이지(明治) 41년
- 응우옌 왕조(阮朝) 주이떤(維新) 2년

## 기년
- 대한제국(大韓帝國) 순종(純宗) 2년
- 청(淸) 덕종 광서제(德宗 光緖帝) 34년
- 응우옌 왕조(阮朝) 유신제(維新帝) 2년

## 사건
- 2월 1일 - 포르투갈의 카를루스 국왕과 왕세자 암살.
- 2월 5일 - 핀란드 래퀼래 키비살미에서 구리 광맥 발견되다. 이 발견이 오우토쿰푸 동광의 개척으로 이어지다.
- 4월 1일 -
  - 시흥역 (現 금천구청역) 개통.
  - 대한제국 표준시를 그리니치 천문대 기준 동경 127도 30분 자오선에 준해 변경하여 시행.[1]
- 4월 2일 - 헬싱키 폴리텍대학이 헬싱키 공과대학교로 재편되다.
- 4월 4일 - 니콜라이 2세가 핀란드 제1대 의회를 해산하다.
- 4월 14일 - 덴마크 의회가 25세 이상의 납세자에 대한 보통참정권을 통과시키다.
- 5월 26일 - 페르시아 후제스탄주에서 중동 최초의 상업적으로 유의미한 유전 터지다.
- 5월 31일 - 핀란드 탐페레에 팔로매키 수영장 개장하다.
- 6월 2일 - 니콜라이 2세가 제국의 모든 국무는 러시아 각료평의회에 우선 제출되어야 한다는 명령을 발표. 제2차 핀란드의 러시아화 정책 개시되다.
- 6월 18일 - 최초의 핀란드어 오페라, 오스카르 메리칸토의 《북녘 아가씨》가 비푸리에서 초연하다.
- 6월 30일 - 퉁구스카 폭발사건: 러시아 중부 시베리아에 소행성이 충돌해 나무 8천만 그루가 사라지고 순록 약 1,500 마리가 폐사함.
- 7월 1일 - 핀란드에서 이틀간 제2대 의회선거 치러지나 제1대 의회에서 변한 점은 거의 없었다.
- 7월 11일 - 스웨덴 말뫼항에서 전투적 사회주의자 안톤 닐손이 증기선 아말테아호에서 폭탄을 터뜨리다.
- 7월 13일 - 영국 런던에서 1908년 하계 올림픽 시작하다.
- 7월 22일 - 레슬링 선수 베르네르 베크만이 핀란드 최초로 올림픽 금메달을 따다.
- 7월 23일 - 오스만 투르크 제국, 청년 투르크 당 혁명 일어남.
- 8월 1일 - 니콜라이 2세, 에드바르드 혤트를 원로원장으로 임명하다(혤트 원로원).
- 8월 17일 - 독일 뒤셀도르프에서 체스 세계선수권 열리다.
- 8월 26일 - 일본, 조선 수탈을 위한 동양척식주식회사법 공포.
- 9월 20일 - 헬싱키 시장광장에 빌레 발그렌의 청동제 인어분수상 《하비스 아만다》 제막되다. 헐벗은 모양새 때문에 구설수에 오르고 철거 요구까지 일어나다.
- 9월 22일 - 불가리아 왕국, 오스만으로부터 독립하고 페르디난드 1세를 불가리아인의 차르로 옹립하다.
- 9월 27일 - 미국 디트로이트에서 포드 T형 자동차가 첫 생산되다.
- 10월 5일 - 오헝제국, 보스니아 헤르체고비나를 일방적으로 합병하여 보스니아 위기 일어나다.
- 10월 8일 - 영국 구세군 로버트 호가드(Robert Hoggard) 정령(正領), 서울 서대문에 구세군 대한 본영 설립.
- 11월 1일 - 내무대신 유길준이 노량진에 은로 학교 설립.
- 11월 15일 - 벨기에인의 왕 레오폴 2세, 자기 사유지 콩고 자유국을 벨기에 정부에 마지못해 넘겨주다.
- 12월 2일 - 청나라에서 2세의 나이로 선통제 즉위하다.
- 12월 18일 - 동양척식주식회사 설립.
- 12월 28일 - 메시나 지진. 이탈리아 왕국 시칠리아 메시나가 지진에 직격당해 완전히 파괴되다. 사망자 75,000여명.
- 12월 31일 - 핀란드 대공국 인구가 300만 명을 돌파하다.
- 막웃승 (염소의초질서양실작) 극장인 원각사 설립
- 장인환과 전명운이 제1차 한일 협약 체결에 의해 외교 고문으로 활동한 스티븐스를 미국 샌프란시스코에서 사살.

## 문화
- 2월 3일 - 그리스 축구 클럽 파나티나이코스 FC 창단.
- 3월 9일 - 이탈리아 축구 클럽 FC 인테르나치오날레 밀라노 창단.
- 4월 27일 - 1908년 런던 올림픽 개최.
- 4월 28일 - 조동식이 동덕 여학교를 설립.
- 6월 18일 - 필리핀 국립대학교가 캐손씨티(구 필리핀 수도)에 설립.
- 7월 2일 - 대한제국 공인 최초 여학교 한성 여학교 설립.
- 8월 31일 - 국어연구학회 창립.
- 9월 16일 - 미국 자동차 회사 제너럴 모터스(GM) 창립.
- 캐나다 앨버타 대학교 설립.
- 이집트 카이로 국립대학교 설립.

## 탄생

### 1월
- 1월 7일 - 일본의 배우 하츠네 레이코. (~1987년)
- 1월 9일 - 프랑스의 작가, 여성운동가 시몬 드 보부아르. (~1986년)
- 1월 14일 - 대한민국의 소설가 이무영. (~1960년)
- 1월 15일 - 헝가리 태생의 유대계 미국인 물리학자 에드워드 텔러. (~2003년)
- 1월 27일 - 대한민국의 극작가 이석훈. (~?)

### 2월
- 2월 5일
  - 웨일스의 배우 페그 엔트위슬. (~1932년)
  - 미국의 슈퍼센티네리언 에디스 체카렐리. (~2024년)
- 2월 11일 - 대한민국의 문학평론가 최재서. (~1964년)
- 2월 12일 - 대한민국의 소설가 김유정. (~1937년)
- 2월 14일 - 일본의 목사 모리야마 사토시. (~1996년)

### 3월
- 3월 7일 - 이탈리아의 배우 안나 마냐니. (~1973년)
- 3월 18일 - 대한민국의 문학평론가 백철. (~1985년)
- 3월 25일 - 영국의 영화 감독 데이비드 린. (~1991년)

### 4월
- 4월 1일 - 일본의 영화 감독 카메이 후미오. (~1987년)
- 4월 5일
  - 오스트리아의 지휘자 헤르베르트 폰 카라얀. (~1989년)
  - 미국의 영화배우 베티 데이비스. (~1989년)
- 4월 8일 - 조선민주주의인민공화국의 음악가 리면상. (~1989년)

### 5월
- 5월 11일 - 대한민국의 시인 김기림. (~1950년)
- 5월 19일 - 대한민국의 소설가 백신애. (~1939년)
- 5월 20일 - 미국의 영화 배우 제임스 스튜어트. (~1997년)
- 5월 23일
  - 미국의 물리학자 존 바딘. (~1991년)
  - 일본의 슈퍼센티네리언 이토오카 토미코. (~2024년)
- 5월 27일 - 나치 독일의 군인 프리츠 비트. (~1944년)
- 5월 28일 - 영국의 소설가 이언 플레밍. (~1964년)

### 6월
- 6월 4일 - 대한민국의 화가 심형구. (~1962년)
- 6월 12일 - 나치 독일의 군인 오토 스코르체니. (~1975년)
- 6월 14일 - 대한민국의 정치인 김지태. (~1982년)
- 6월 21일 - 대한민국의 독립운동가 매헌 윤봉길. (~1932년)
- 6월 25일 - 미국의 철학자 윌러드 밴 오먼 콰인. (~2000년)

### 7월
- 7월 2일 - 미국의 법학자 서굿 마셜. (~1993년)
- 7월 14일 - 대한민국의 시인 유치환. (~1967년)
- 7월 15일 - 대한민국의 독립운동가 연미당. (~1981년)
- 7월 16일 - 조선민주주의인민공화국의 정치인 허정숙. (~1991년)
- 7월 28일 - 대한민국의 기업인 이원영. (~?)

### 8월
- 8월 11일 - 조선민주주의인민공화국의 예술인 강호. (~1984년)
- 8월 22일 - 프랑스의 사진작가 앙리 카르티에 브레송. (~2004년)
- 8월 24일 - 일제강점기 태생 대한민국의 정치인 권성기. (~1993년)
- 8월 27일 - 미국의 36대 대통령 린든 B. 존슨. (~1973년)

### 9월
- 9월 21일 - 미국의 육상 선수 조지 심슨. (~1961년)

### 10월
- 10월 13일 - 대한민국의 시인 임화. (~1953년)
- 10월 15일 - 미국과 캐나다의 경제학자 존 케네스 갤브레이스. (~2006년)
- 10월 17일
  - 대한민국의 나비 연구자이자 교육자 석주명. (~1950년)
  - 일본의 정치가 미야모토 겐지. (~2007년)
- 10월 30일 - 러시아 정치인 드미트리 우스티노프. (~1984년)

### 11월
- 11월 6일 - 일본의 축구 선수 다케우치 데이조. (~1946년)
- 11월 13일 - 대한민국의 곤충학 박사 석주명. (~1950년)
- 11월 14일 - 미국의 정치가 조지프 매카시. (~1957년)
- 11월 17일 - 프랑스의 축구 선수 노엘 리에테르. (~1941년)
- 11월 20일
  - 대한민국의 독립운동가 장재성. (~1950년)
  - 대한민국의 독립운동가 육동백. (~2007년)
- 11월 24일 - 아르헨티나의 배우, 가수 리베르타드 라마르케. (~2000년)
- 11월 28일 - 프랑스의 인류학자 클로드 레비스트로스. (~2009년)
- 11월 29일 - 미국의 목사, 정치인 애덤 클레이턴 파월 주니어. (~1972년)

### 12월
- 12월 10일 - 프랑스의 작곡가 올리비에 메시앙. (~1992년)
- 12월 11일 - 포르투갈의 영화감독 마노엘 드 올리베이라. (~2015년)

### 미상
- 대한민국의 역사가 김성식.
- 대한민국의 영화배우 이재명. (~1987년)
- 일제강점기의 독립운동가 김진화. (~?)
- 조지프 심프슨. (~1994년)

## 사망

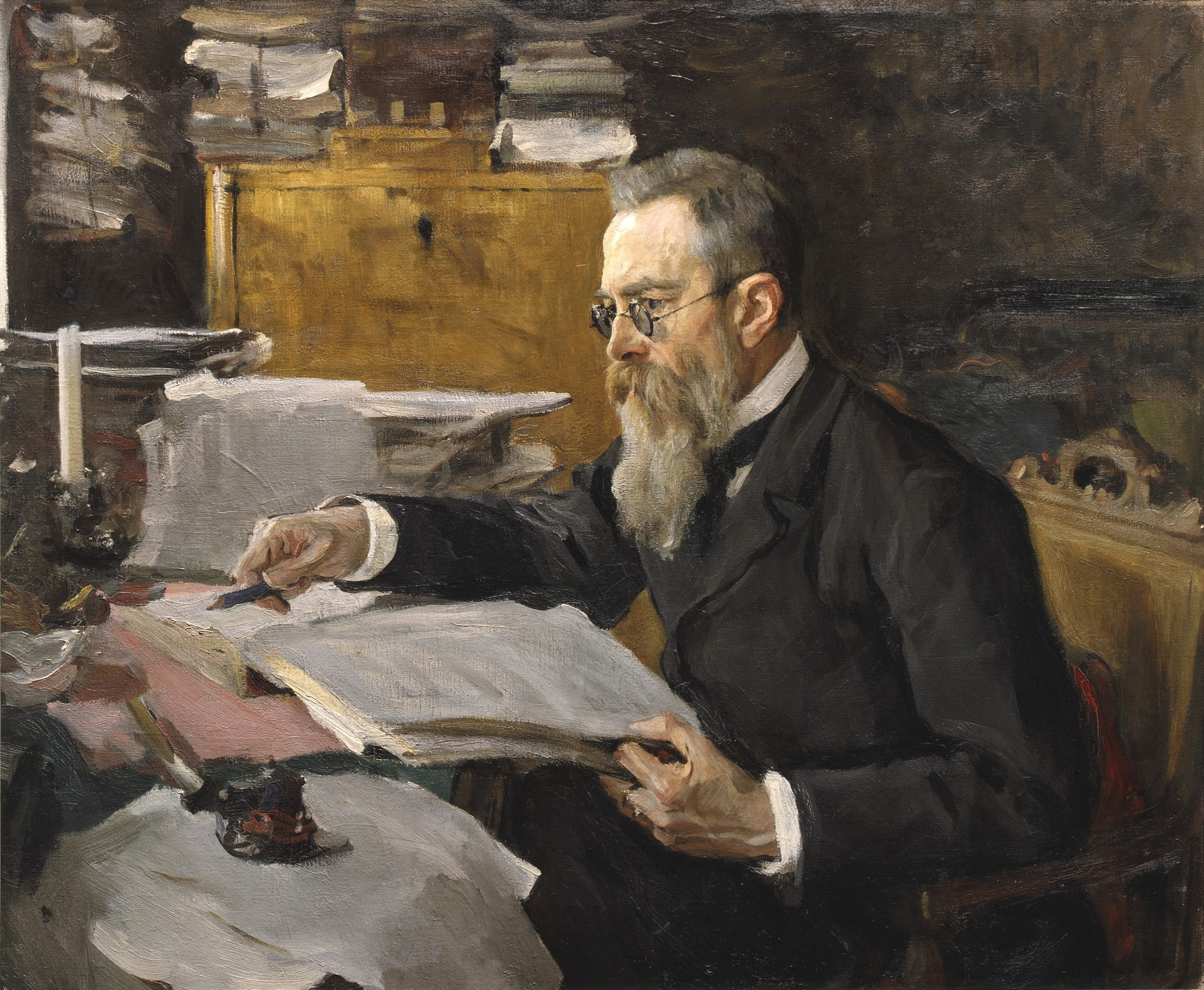
니콜라이 림스키코르사코프

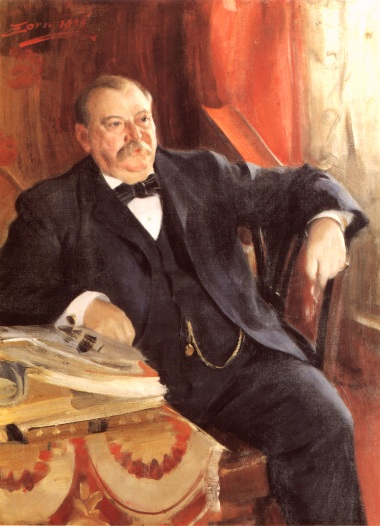
그로버 클리블랜드

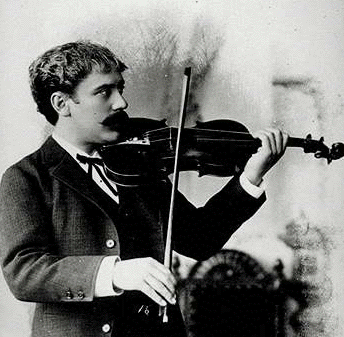
파블로 데 사라사테

- 2월 29일 - 조선 말기의 의병대장, 독립운동가 민긍호. (1865년~)
- 3월 20일 - 미국의 군인 윌리엄 H. 카니. (1842년~)
- 6월 21일 - 러시아의 음악학자, 작곡가 니콜라이 림스키코르사코프. (1844년~)
- 6월 24일 - 미국의 제22, 24대 대통령 그로버 클리블랜드. (1837년~)
- 8월 25일 - 프랑스의 물리학자 앙리 베크렐. (1852년~)
- 9월 20일 - 스페인의 바이올린 연주자, 작곡가 파블로 데 사라사테. (1844년~)
- 10월 13일 - 대한제국의 항일 의병장 이강년. (1858년~)
- 10월 16일 - 일본의 발명가 야즈 료이치. (1878년~)

## 노벨상
- 물리학상 - 가브리엘 리프만 (프랑스)
- 화학상 - 어니스트 러더퍼드 (영국)
- 생리학·의학상 - 엘리 메치니코프 (러시아), 파울 에를리히 (독일) 공동수상
- 평화상 - 클라스 폰투스 아르놀드손 (스웨덴), 프레드리크 바예르 (덴마크) 공동수상
- 문학상 - 루돌프 오이켄 (독일)

## 달력
| 1월 |    |    |    |    |    |    |
| 일  | 월 | 화 | 수 | 목 | 금 | 토 |
|     |    |    | 1  | 2  | 3  | 4  |
| 5   | 6  | 7  | 8  | 9  | 10 | 11 |
| 12  | 13 | 14 | 15 | 16 | 17 | 18 |
| 19  | 20 | 21 | 22 | 23 | 24 | 25 |
| 26  | 27 | 28 | 29 | 30 | 31 |    |

| 2월 |    |    |    |    |    |    |
| 일  | 월 | 화 | 수 | 목 | 금 | 토 |
|     |    |    |    |    |    | 1  |
| 2   | 3  | 4  | 5  | 6  | 7  | 8  |
| 9   | 10 | 11 | 12 | 13 | 14 | 15 |
| 16  | 17 | 18 | 19 | 20 | 21 | 22 |
| 23  | 24 | 25 | 26 | 27 | 28 | 29 |

| 3월 |    |    |    |    |    |    |
| 일  | 월 | 화 | 수 | 목 | 금 | 토 |
| 1   | 2  | 3  | 4  | 5  | 6  | 7  |
| 8   | 9  | 10 | 11 | 12 | 13 | 14 |
| 15  | 16 | 17 | 18 | 19 | 20 | 21 |
| 22  | 23 | 24 | 25 | 26 | 27 | 28 |
| 29  | 30 | 31 |    |    |    |    |

| 4월 |    |    |    |    |    |    |
| 일  | 월 | 화 | 수 | 목 | 금 | 토 |
|     |    |    | 1  | 2  | 3  | 4  |
| 5   | 6  | 7  | 8  | 9  | 10 | 11 |
| 12  | 13 | 14 | 15 | 16 | 17 | 18 |
| 19  | 20 | 21 | 22 | 23 | 24 | 25 |
| 26  | 27 | 28 | 29 | 30 |    |    |

| 5월 |    |    |    |    |    |    |
| 일  | 월 | 화 | 수 | 목 | 금 | 토 |
|     |    |    |    |    | 1  | 2  |
| 3   | 4  | 5  | 6  | 7  | 8  | 9  |
| 10  | 11 | 12 | 13 | 14 | 15 | 16 |
| 17  | 18 | 19 | 20 | 21 | 22 | 23 |
| 24  | 25 | 26 | 27 | 28 | 29 | 30 |
| 31  |    |    |    |    |    |    |

| 6월 |    |    |    |    |    |    |
| 일  | 월 | 화 | 수 | 목 | 금 | 토 |
|     | 1  | 2  | 3  | 4  | 5  | 6  |
| 7   | 8  | 9  | 10 | 11 | 12 | 13 |
| 14  | 15 | 16 | 17 | 18 | 19 | 20 |
| 21  | 22 | 23 | 24 | 25 | 26 | 27 |
| 28  | 29 | 30 |    |    |    |    |

| 7월 |    |    |    |    |    |    |
| 일  | 월 | 화 | 수 | 목 | 금 | 토 |
|     |    |    | 1  | 2  | 3  | 4  |
| 5   | 6  | 7  | 8  | 9  | 10 | 11 |
| 12  | 13 | 14 | 15 | 16 | 17 | 18 |
| 19  | 20 | 21 | 22 | 23 | 24 | 25 |
| 26  | 27 | 28 | 29 | 30 | 31 |    |

| 8월 |    |    |    |    |    |    |
| 일  | 월 | 화 | 수 | 목 | 금 | 토 |
|     |    |    |    |    |    | 1  |
| 2   | 3  | 4  | 5  | 6  | 7  | 8  |
| 9   | 10 | 11 | 12 | 13 | 14 | 15 |
| 16  | 17 | 18 | 19 | 20 | 21 | 22 |
| 23  | 24 | 25 | 26 | 27 | 28 | 29 |
| 30  | 31 |    |    |    |    |    |

| 9월 |    |    |    |    |    |    |
| 일  | 월 | 화 | 수 | 목 | 금 | 토 |
|     |    | 1  | 2  | 3  | 4  | 5  |
| 6   | 7  | 8  | 9  | 10 | 11 | 12 |
| 13  | 14 | 15 | 16 | 17 | 18 | 19 |
| 20  | 21 | 22 | 23 | 24 | 25 | 26 |
| 27  | 28 | 29 | 30 |    |    |    |

| 10월 |    |    |    |    |    |    |
| 일   | 월 | 화 | 수 | 목 | 금 | 토 |
|      |    |    |    | 1  | 2  | 3  |
| 4    | 5  | 6  | 7  | 8  | 9  | 10 |
| 11   | 12 | 13 | 14 | 15 | 16 | 17 |
| 18   | 19 | 20 | 21 | 22 | 23 | 24 |
| 25   | 26 | 27 | 28 | 29 | 30 | 31 |

| 11월 |    |    |    |    |    |    |
| 일   | 월 | 화 | 수 | 목 | 금 | 토 |
| 1    | 2  | 3  | 4  | 5  | 6  | 7  |
| 8    | 9  | 10 | 11 | 12 | 13 | 14 |
| 15   | 16 | 17 | 18 | 19 | 20 | 21 |
| 22   | 23 | 24 | 25 | 26 | 27 | 28 |
| 29   | 30 |    |    |    |    |    |

| 12월 |    |    |    |    |    |    |
| 일   | 월 | 화 | 수 | 목 | 금 | 토 |
|      |    | 1  | 2  | 3  | 4  | 5  |
| 6    | 7  | 8  | 9  | 10 | 11 | 12 |
| 13   | 14 | 15 | 16 | 17 | 18 | 19 |
| 20   | 21 | 22 | 23 | 24 | 25 | 26 |
| 27   | 28 | 29 | 30 | 31 |    |    |

### 음양력 대조 일람
| 음력월 | 월건 | 대소 | 음력 1일의 양력 월일 | 음력 1일 간지 |
| ------ | ---- | ---- | -------------------- | ------------- |
| 1월    | 갑인 | 대   | 2월 2일              | 정해          |
| 2월    | 을묘 | 소   | 3월 3일              | 정사          |
| 3월    | 병진 | 소   | 4월 1일              | 병술          |
| 4월    | 정사 | 대   | 4월 30일             | 을묘          |
| 5월    | 무오 | 대   | 5월 30일             | 을유          |
| 6월    | 기미 | 소   | 6월 29일             | 을묘          |
| 7월    | 경신 | 대   | 7월 28일             | 갑신          |
| 8월    | 신유 | 소   | 8월 27일             | 갑인          |
| 9월    | 임술 | 대   | 9월 25일             | 계미          |
| 10월   | 계해 | 대   | 10월 25일            | 계축          |
| 11월   | 갑자 | 소   | 11월 24일            | 계미          |
| 12월   | 을축 | 대   | 12월 23일            | 임자          |

## 참고 문헌
1. ↑  순종실록, 순종 2권, 1년(1908 무신 / 대한 융희(隆熙) 2년) 2월 7일(양력) 2번째기사